# Choerodon cephalotes
Choerodon cephalotes är en fiskart som först beskrevs av Castelnau, 1875.  Choerodon cephalotes ingår i släktet Choerodon och familjen läppfiskar. IUCN kategoriserar arten globalt som livskraftig. Inga underarter finns listade i Catalogue of Life.